# The Good, the Bad & the Queen (álbum)
The Good, the Bad and the Queen é o disco de estreia da banda inglesa de mesmo nome. Seu lançamento foi realizado no dia 22 de Janeiro de 2007 pela Parlophone.

## Faixas
| N.º | Título                            | Duração |  |
| 1.  | "History Song"                    | 3:05    |  |
| 2.  | "80's Life"                       | 3:28    |  |
| 3.  | "Northern Whale"                  | 3:54    |  |
| 4.  | "Kingdom of Doom"                 | 2:42    |  |
| 5.  | "Herculean"                       | 3:59    |  |
| 6.  | "Behind the Sun"                  | 2:38    |  |
| 7.  | "The Bunting Song"                | 3:47    |  |
| 8.  | "Nature Springs"                  | 3:10    |  |
| 9.  | "A Soldier's Tale"                | 2:30    |  |
| 10. | "Three Changes"                   | 4:15    |  |
| 11. | "Green Fields"                    | 2:26    |  |
| 12. | "The Good, the Bad and the Queen" | 7:00    |  |